# Bois de la Cambre

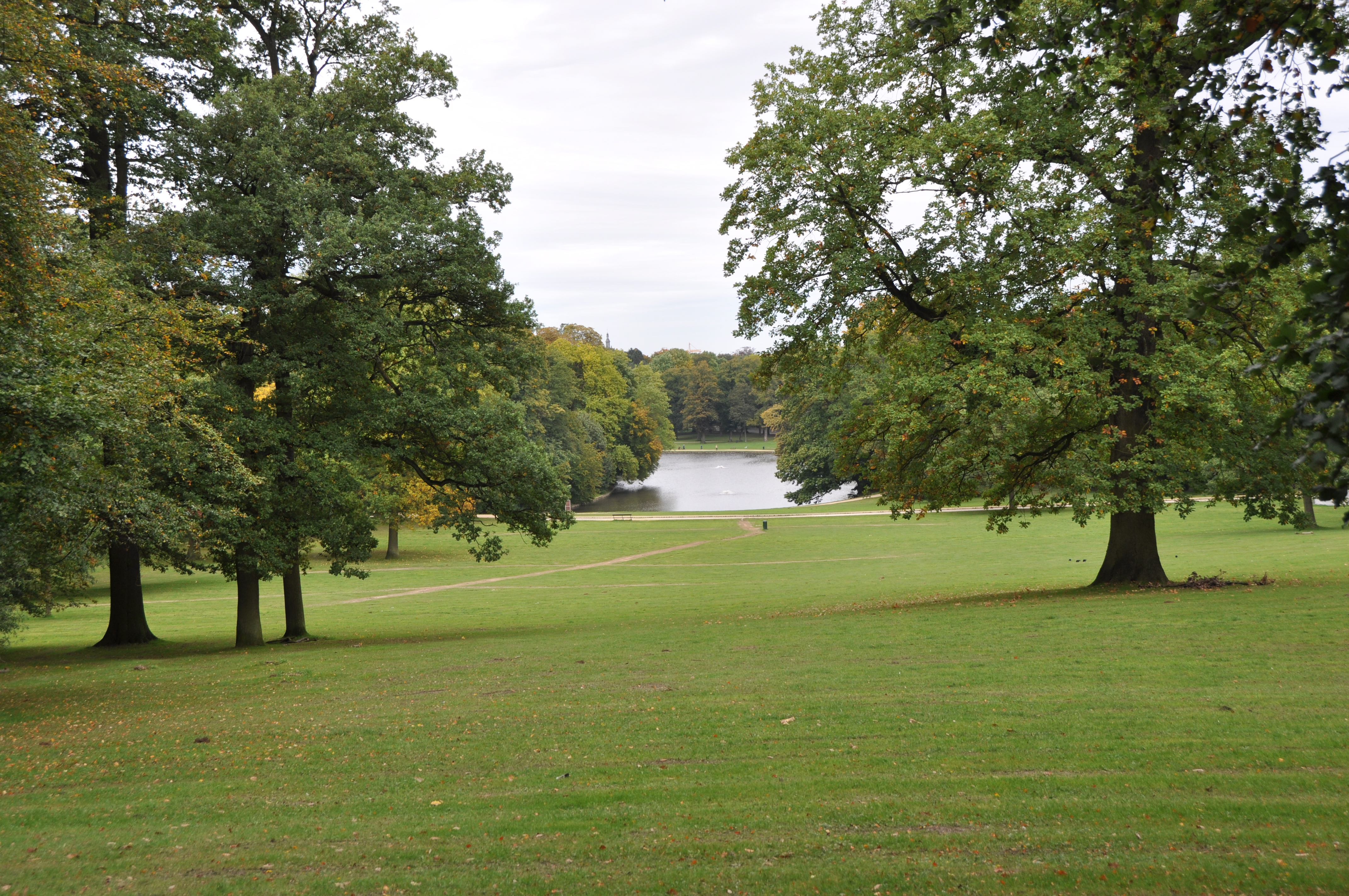

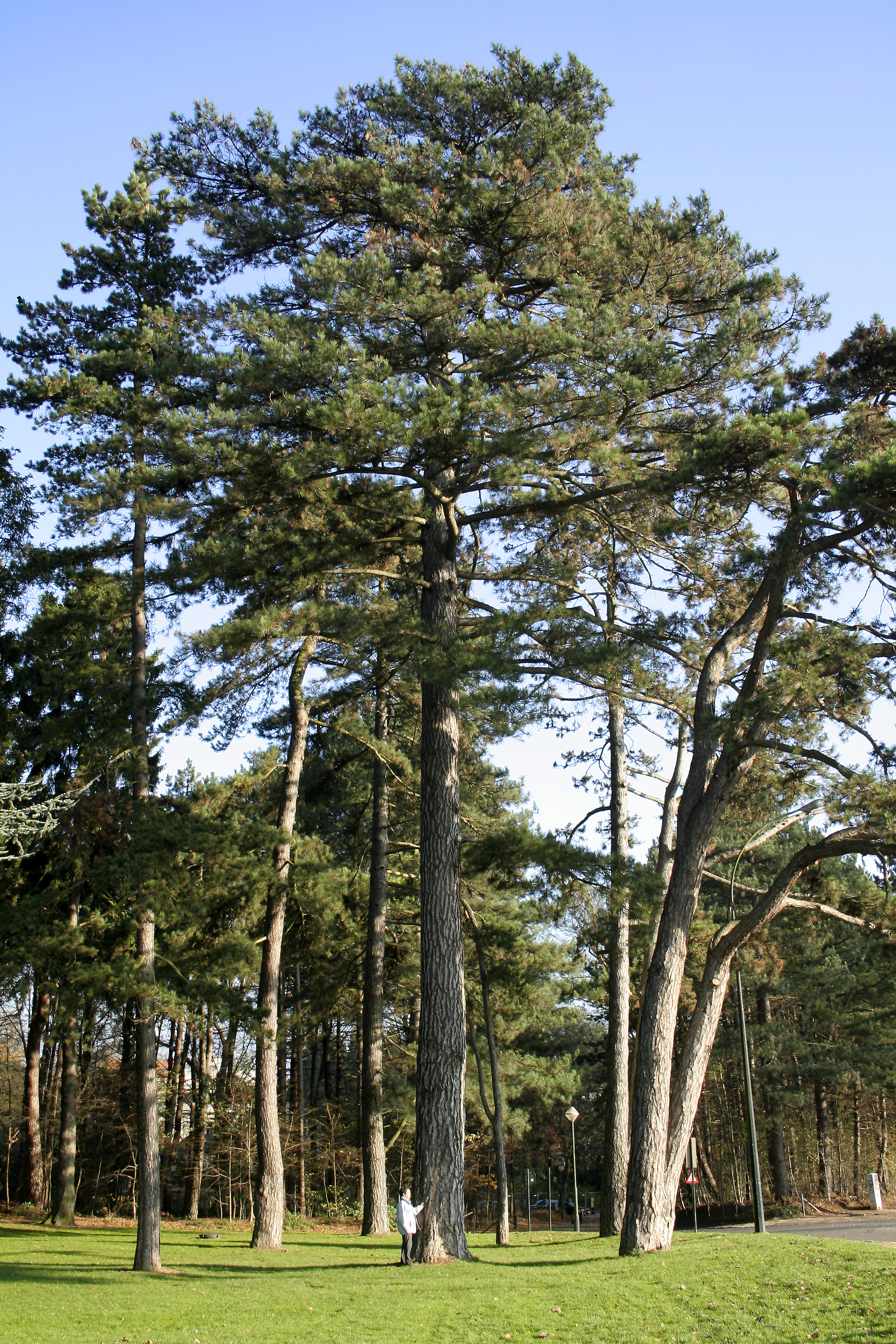

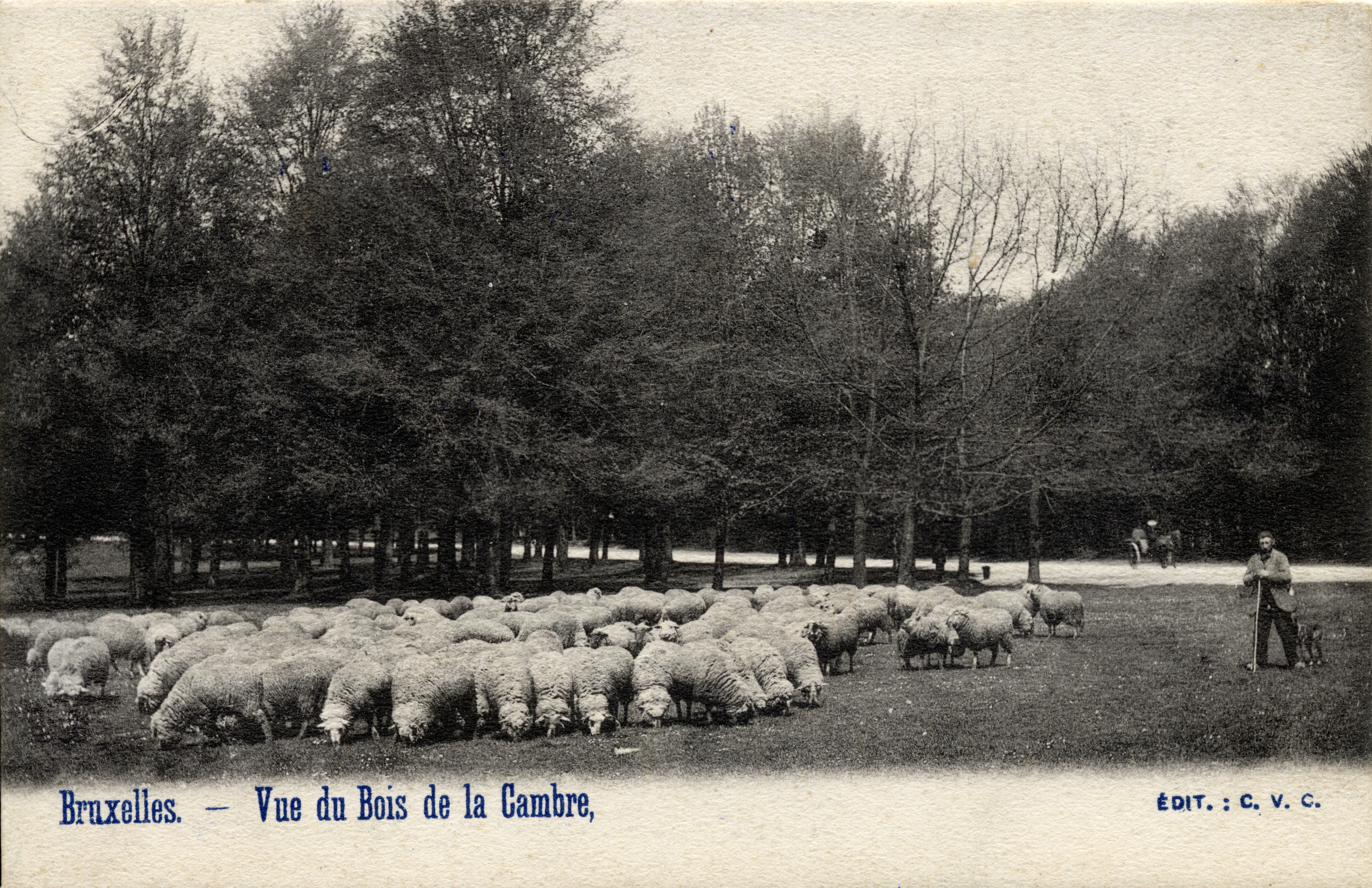
Bois de la Cambre în trecut

Parcul Bois de la Cambre este un parc situat în Bruxelles. A fost făcut pe o parte a pădurii Forêt de Soignes în anul 1862.